# Théorème de l'axe principal
Dans les domaines mathématiques de la géométrie et de l'algèbre linéaire, un axe principal est une certaine ligne dans un espace euclidien associée à un ellipsoïde ou à un hyperboloïde, généralisant les axes majeur et mineur d'une ellipse ou d'une hyperbole. Le théorème de l'axe principal indique que les axes principaux sont perpendiculaires et donne une procédure pour les trouver. 
Mathématiquement, le théorème de l'axe principal est une généralisation de la méthode de complétion du carré à partir de l'algèbre élémentaire. En algèbre linéaire et en analyse fonctionnelle, le théorème de l'axe principal est une contrepartie géométrique du théorème spectral. Il a des applications en statistiques en analyse en composantes principales ainsi qu'en décomposition en valeurs singulières. En physique, le théorème est fondamental pour l'étude du moment cinétique.

## Motivation
Les équations dans le plan cartésien {\displaystyle \mathbb {R} ^{2}}
{\displaystyle {\frac {x^{2}}{9}}+{\frac {y^{2}}{25}}=1}
{\displaystyle {}{\frac {x^{2}}{9}}-{\frac {y^{2}}{25}}=1}
définissent, respectivement, une ellipse et une hyperbole. Dans chaque cas, les axes x et y sont les axes principaux. Cela est facilement visible, étant donné qu'il n'y a pas de termes croisés, c'est-à-dire des produits de type xy, dans l'une ou l'autre des expressions. Cependant, la situation est plus compliquée pour des équations comme 
{\displaystyle 5x^{2}+8xy+5y^{2}=1}.
Ici, une méthode est nécessaire pour déterminer s'il s'agit d'une ellipse ou d'une hyperbole. L'observation de base est que, si, en complétant le carré, l'expression quadratique peut être réduite à une somme de deux carrés, alors l'équation définit une ellipse. A contrario, si elle se réduit à une différence de deux carrés, alors l'équation représente une hyperbole : 
{\displaystyle u(x,y)^{2}+v(x,y)^{2}=1\qquad {\text{(ellipse)}}}
{\displaystyle u(x,y)^{2}-v(x,y)^{2}=1\qquad {\text{(hyperbole)}}}.
Ainsi, dans l'exemple ci-dessus, le problème est de savoir comment absorber le coefficient du terme croisé ({\displaystyle 8xy}) dans les fonctions u et v. Formellement, ce problème est similaire au problème de la diagonalisation, où l'on essaie de trouver un système de coordonnées approprié dans lequel la matrice d'une application linéaire est diagonale. La première étape consiste à trouver une matrice dans laquelle la technique de diagonalisation peut être appliquée. 
L'astuce consiste à écrire la forme quadratique comme 
{\displaystyle 5x^{2}+8xy+5y^{2}={\begin{bmatrix}x&y\end{bmatrix}}{\begin{bmatrix}5&4\\4&5\end{bmatrix}}{\begin{bmatrix}x\\y\end{bmatrix}}=\mathbf {x} ^{T}A\mathbf {x} }
où le terme croisé a été divisé en deux parties égales. Il est important de noter que la matrice A dans la décomposition ci-dessus est une matrice symétrique. De ce fait, par le théorème spectral, la matrice a des valeurs propres réelles et est diagonalisable par une matrice orthogonale. 
Pour diagonaliser orthogonalement A, il faut d'abord trouver ses valeurs propres, puis trouver une base propre orthonormale. Le calcul révèle que les valeurs propres de A sont 
{\displaystyle \lambda _{1}=1,\quad \lambda _{2}=9}
et ont respectivement les vecteurs propres
{\displaystyle \mathbf {v} _{1}={\begin{bmatrix}1\\-1\end{bmatrix}},\quad \mathbf {v} _{2}={\begin{bmatrix}1\\1\end{bmatrix}}}.
En les divisant par leurs longueurs respectives, on obtient une base propre orthonormée : 
{\displaystyle \mathbf {u} _{1}={\begin{bmatrix}1/{\sqrt {2}}\\-1/{\sqrt {2}}\end{bmatrix}},\quad \mathbf {u} _{2}={\begin{bmatrix}1/{\sqrt {2}}\\1/{\sqrt {2}}\end{bmatrix}}}.
En définissant S par {\displaystyle S=[\mathbf {u} _{1}\ \mathbf {u} _{2}]}, il s'agit alors d'une matrice orthogonale. De ce fait, A peut être récrit comme étant 
{\displaystyle A=SDS^{-1}=SDS^{T}={\begin{bmatrix}1/{\sqrt {2}}&1/{\sqrt {2}}\\-1/{\sqrt {2}}&1/{\sqrt {2}}\end{bmatrix}}{\begin{bmatrix}1&0\\0&9\end{bmatrix}}{\begin{bmatrix}1/{\sqrt {2}}&-1/{\sqrt {2}}\\1/{\sqrt {2}}&1/{\sqrt {2}}\end{bmatrix}}}.
Cela s’applique au problème actuel de la « diagonalisation » de la forme quadratique présentée précédemment. En effet, notons que 
{\displaystyle 5x^{2}+8xy+5y^{2}=\mathbf {x} ^{T}A\mathbf {x} =\mathbf {x} ^{T}(SDS^{T})\mathbf {x} =(S^{T}\mathbf {x} )^{T}D(S^{T}\mathbf {x} )=1\left({\frac {x-y}{\sqrt {2}}}\right)^{2}+9\left({\frac {x+y}{\sqrt {2}}}\right)^{2}}.
Ainsi, l'équation {\displaystyle 5x^{2}+8xy+5y^{2}=1} est celle d'une ellipse, car le terme de gauche peut s'écrire comme la somme de deux carrés. 
Notons qu'il est tentant de simplifier cette expression en retirant les facteurs de 2. Cependant, il est important de ne pas le faire. En effet, les quantités 
{\displaystyle c_{1}={\frac {x-y}{\sqrt {2}}},\quad c_{2}={\frac {x+y}{\sqrt {2}}}}
ont une signification géométrique : ils déterminent un système de coordonnées orthonormées sur {\displaystyle \mathbb {R} ^{2}} . En d'autres termes, ils sont obtenus à partir des coordonnées d'origine par l'application d'une rotation (et éventuellement d'une réflexion). Par conséquent, les grandeurs {\displaystyle c_{1}} et {\displaystyle c_{2}} nous renseignent à propos de longueurs (majoritairement) et d'angles, tâche qui seraient autrement difficiles dans un choix coordonnées différent (en les redimensionnant, par exemple). Par exemple, la distance maximale entre l'origine et l'ellipse {\displaystyle c_{1}^{2}+9c_{2}^{2}=1} se produit lorsque {\displaystyle c_{2}=0}, c'est-à-dire aux points {\displaystyle c_{1}=\pm 1}. De même, la distance minimale est où {\displaystyle c_{2}=\pm 1/3}. 
Il est maintenant possible d'expliciter les axes majeur et mineur de cette ellipse. En réalité, il s'agit des espaces propres de la matrice A, car ce sont là où {\displaystyle c_{1}=0} ou {\displaystyle c_{2}=0}. Symboliquement, les axes principaux sont 
{\displaystyle E_{1}={\text{Vec}}\left({\begin{bmatrix}1/{\sqrt {2}}\\-1/{\sqrt {2}}\end{bmatrix}}\right),\quad E_{2}={\text{Vec}}\left({\begin{bmatrix}1/{\sqrt {2}}\\1/{\sqrt {2}}\end{bmatrix}}\right)}.
Pour résumer : 
- l'équation dont il a été question ici est celle d'une ellipse, car les deux valeurs propres sont positives. Sinon, si l'un était positif et l'autre négatif, ce serait une hyperbole ;
- les axes principaux sont les lignes engendrées par les vecteurs propres ;
- les distances minimales et maximales à l'origine peuvent être lues sur l'équation sous forme diagonale.

En utilisant ces informations, il est possible d'obtenir une image géométrique claire de l'ellipse afin de, par exemple, la représenter graphiquement. 

## Formulation rigoureuse
Le théorème de l'axe principal concerne les formes quadratiques dans {\displaystyle \mathbb {R} ^{n}}, que sont des polynômes homogènes de degré 2. Toute forme quadratique peut être représentée comme 
{\displaystyle Q(\mathbf {x} )=\mathbf {x} ^{T}A\mathbf {x} }
où A est une matrice symétrique. 
Par le théorème spectral : 
- les valeurs propres de A sont réelles.
- A est diagonalisable et ses espaces propres sont orthogonaux entre eux.

En particulier, A est diagonalisable orthogonalement, car on peut prendre une base pour chaque espace propre et appliquer le processus de Gram-Schmidt séparément dans l'espace propre pour obtenir une base propre orthonormée. 
Soient {\displaystyle \lambda _{1},\dots ,\lambda _{n}} les valeurs propres de A et {\displaystyle \mathbf {u} _{1},\dots ,\mathbf {u} _{n}} la base propre orthonormale correspondante. Alors : 
{\displaystyle Q(\mathbf {x} )=\lambda _{1}c_{1}^{2}+\lambda _{2}c_{2}^{2}+\dots +\lambda _{n}c_{n}^{2}},
où les ci sont les coordonnées par rapport à la base propre donnée. En outre, 
le i-ème axe principal est la droite déterminée par les n – 1 équations {\displaystyle c_{j}=0,\ i\neq j}. Cet axe est engendré par le vecteur {\displaystyle \mathbf {u} _{i}}.

### Ouvrage
(en) Gilbert Strang, Introduction to Linear Algebra, Wellesley-Cambridge Press, 1994, 472 p. (ISBN 0-9614088-5-5)